# The 99
The 99 (em árabe: الـ ٩٩ al 99), ou The Ninety-Nine (em árabe: التسعة وتسعون al-tisa'a wa tisaun), é uma banda desenhada de origem Kuwaitiana, publicado pela Teshkeel Comics, onde aparece uma equipe de super-heróis baseados na cultura e religião islâmica, que representam os 99 atributos de Allah.
A série é uma criação do Dr. Naif Al-Mutawa > fundador e CEO da Teshkeel Media Group. A equipe criativa dos The 99 é composta por veteranos da indústria da banda desenhada, tais como Fabian Nicieza, Stuart Moore, Junho Brigman, Dan Panosian, John McCrea, Ron Wagner, Sean Parsons e Monica Kubina que também têm colaborado tanto com a Marvel como com a DC Comics.

Apesar de a série ser baseada em conceitos islâmicos, é criada de forma a apelar às virtudes universais, sendo inclusive omitida a religião dos personagens. 

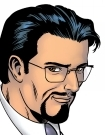
Doctor Ramzi Razem

 Os personagens são compostos pelo Dr. Ramzi, um estudioso e activista social e 99 jovens (alguns deles crianças), com habilidades especiais conferidas pelas pedras preciosas "Noor", e um conjunto de vilões liderados por Rughal que pretende roubar o poder das pedras Noor. O enredo coloca os 99 liderados pelo Dr. Ramzi na busca da justiça social e da paz contra as forças do caos e do mal, superando sempre novos desafios.
A série já ganhou reputação internacional, tendo sido inclusive elogiada pelo presidente dos Estados Unidos da América, Barack Obama, afirmando que a série tinha "capturado a imaginação de muitos jovens", chegando também a aparecer em várias edições especais da DC Comics, com o Super-homem, Batman e a Mulher-Maravilha.
É também de referir, que a nossa língua lusa não foi esquecida, fazendo parte de os 99 o personagem "Mumita", uma portuguesa de nome Catarina Barbarosa que fugiu de casa na adolescência  e "Hafiz the Preserver" codinome de Carlos Valmor Jatobá Cauê, nascido numa vila remota da Amazónia.